# Praza.gal
Praza.gal é um jornal digital galego fundado a 1 de fevereiro de 2012.

## Trajectória
O jornal é propriedade da Fundación Praza Pública. Foi apresentado pela primeira vez no dia 31 de janeiro de 2012 no Museu do Povo Galego em Santiago de Compostela, expondo nesse acto a base da sua linha editorial, a transparência, tanto na gestão económica como na informativa.